# Eriococcus palmeri
Eriococcus palmeri är en insektsart som beskrevs av Cockerell 1899. Eriococcus palmeri ingår i släktet Eriococcus och familjen filtsköldlöss. Inga underarter finns listade i Catalogue of Life.